# Lucasium maini
Lucasium maini — вид геконоподібних ящірок родини диплодактилідів (Diplodactylidae). Ендемік Австралії. Вид названий на честь австралійського еколога Альберта Рассела Мейна.

## Поширення і екологія
Lucasium maini мешкають у внутрішніх районах на південному заході Західної Австралії. Вони живуть в саванах, рідколіссях, чагарникових заростях маллі і пустищах. Відкладають яйця.